# 鍋田町 (弥富市)
鍋田町（なべたちょう）は、愛知県弥富市の地名。

## 歴史

### 人口の変遷
国勢調査による人口および世帯数の推移。
| 1995年（平成7年）  | 131世帯 560人 |  |
| 2000年（平成12年） | 135世帯 577人 |  |
| 2005年（平成17年） | 147世帯 582人 |  |
| 2010年（平成22年） | 124世帯 531人 |  |
| 2015年（平成27年） | 122世帯 471人 |  |
| 2020年（令和2年）  | 120世帯 422人 |  |

### 沿革
- 2006年（平成18年）4月1日 -  合併に伴い、弥富町大字鍋田字稲山が弥富市鍋田町稲山、同字八穂が同鍋田町八穂、同字六野が同鍋田町六野にそれぞれ改称される[WEB 11]。

## 交通
- 伊勢湾岸自動車道
- 愛知県道103号境政成新田蟹江線

## 施設
- 弥富市火葬場

### WEB
1. ↑  “愛知県弥富市の町丁・字一覧”.   人口統計ラボ. 2022年12月12日閲覧。
2. 1 2  総務省統計局 (2022年2月10日). “令和2年国勢調査の調査結果(e-Stat) - 男女別人口，外国人人口及び世帯数－町丁・字等” (CSV). 2023年8月2日閲覧。
3. ↑  “読み仮名データの促音・拗音を小書きで表記するもの(zip形式) 愛知県” (zip).   日本郵便 (2024年2月29日). 2024年3月26日閲覧。
4. ↑  “市外局番の一覧” (PDF).   総務省 (2022年3月1日). 2022年3月22日閲覧。
5. ↑  “ナンバープレートについて”.   一般社団法人愛知県自動車会議所. 2024年1月21日閲覧。
6. ↑  総務省統計局 (2014年3月28日). “平成7年国勢調査の調査結果(e-Stat) - 男女別人口及び世帯数 －町丁・字等” (CSV). 2021年7月20日閲覧。
7. ↑  総務省統計局 (2014年5月30日). “平成12年国勢調査の調査結果(e-Stat) - 男女別人口及び世帯数 －町丁・字等” (CSV). 2021年7月20日閲覧。
8. ↑  総務省統計局 (2014年6月27日). “平成17年国勢調査の調査結果(e-Stat) - 男女別人口及び世帯数 －町丁・字等” (CSV). 2021年7月21日閲覧。
9. ↑  総務省統計局 (2012年1月20日). “平成22年国勢調査の調査結果(e-Stat) - 男女別人口及び世帯数 －町丁・字等” (CSV). 2021年7月21日閲覧。
10. ↑  総務省統計局 (2017年1月27日). “平成27年国勢調査の調査結果(e-Stat) - 男女別人口及び世帯数 －町丁・字等” (CSV). 2021年7月21日閲覧。
11. ↑  弥富市役所 総務部 総務課 行政グループ (2015年2月19日). “弥富市住所一覧  旧弥富町” (pdf).   弥富市. 2024年4月8日閲覧。